# Ted Hendricks
Theodore "Ted" Paul Hendricks (nacido el 1 de noviembre de 1947) es un deportista guatemalteco. Jugó en la posición de linebacker de fútbol americano durante 15 temporadas, de 1969 a 1973 con los Baltimore Colts, en 1974 con los Green Bay Packers y de 1975 a 1983 con los Oakland/Los Angeles Raiders en la National Football League. Lo apodaron "The Mad Stork".

## Universidad de Miami
Nacido en Guatemala, de madre guatemalteca y de padre norteamericano. Hendricks jugó fútbol americano universitario con los Miami Hurricanes. Fue un jugador destacado como defensive end para Miami de 1966 a 1968. Es considerado como uno de los más grandes jugadores defensivos en la historia del fútbol universitario. Fue seleccionado en tres ocasiones como All-American y terminó en quinto lugar en la votación por el Trofeo Heisman en 1968.
El número de Hendricks en Miami fue retirado en 1997.  Fue elegido al Salón de la Fama del Fútbol Americano Universitario en honor de sus méritos en el equipo de Miami en 1987.

## Carrera en la NFL

### Baltimore Colts
Hendricks comenzó su carrera de 15 temporadas como profesional siendo seleccionado en la segunda ronda del draft de 1969 por los Baltimore Colts. Después de que Don Shula lo puso en la posición de linebacker, comenzó en la alineación titular a mediados de la temporada de novato en 1969. Logró ser una pieza clave en la temporada de 1970, en la cual los Colts ganaron el Super Bowl V. 
En 1971 fue elegido a su primer All-Pro. De manera sorpresiva fue cambiado a los Green Bay Packers en 1974.

### Green Bay Packers
Después de llegar a los Packers, firmó un 'contrato a futuro' con la naciente World Football League. Hendricks entonces tuvo una de sus mejores temporadas (5 intercepciones, 7 patadas bloqueadas -3 goles de campo, 3 despejes y un punto extra-), un safety, dos sacks, 75 tackleadas, y dos pases desviados.
Con la bancarrota de la World Football League, Al Davis, el dueño de los Raiders mandó a dos selecciones de primera ronda a los Packers por Hendricks, firmándolo como un agente libre limitado.

### Oakland / Los Angeles Raiders
Después del intercambio, Hendricks jugaría por nueve años con los Raiders antes de retirarse en 1983.
En su primer año con los Raiders, el entrenador John Madden lo utilizó escasamente, en parte como resultado de desavenencias que tuvo con Al Davis. Sin embargo, Madden eventualmente lo utilizó en la alineación titular. Pero por mucho ese fue el peor año de Hendricks, estadísticamente hablando. Solo logró 27 tackleadas y 3 pases desviados con 2 intercepciones. Sin embargo fue utilizado en el esquema defensivo nickel, logrando cinco sacks en ese rol. Tuvo 4 sacks en una victoria de postemporada en contra de los Cincinnati Bengals. Las lesiones limitaron el número de linieros defensivos disponibles para John Madden, así que tuvo que usar a Hendricks como apoyo en la posición de defensive end, la cual Hendricks jugó como universitario. Ese año el equipo defensivo de los Raiders terminó entre los mejores de la NFL, a pesar de las lesiones. 
Al año siguiente, 1976, con Hendricks como jugador de tiempo completo, ayudó a los Raiders a ganar el Super Bowl XI, el primero en la historia de los Raiders, y el primero de tres títulos de Super Bowl en siete temporadas. Hendricks jugó al lado del linebacker All-Pro Phil Villapiano, logrando  57 tackleadas, 6 sacks, 5 pases desviados y dos despejes bloqueados. 
De 1977 a 1979, Hendricks siguió siendo uno de los mejores jugadores defensivos en toda la liga, ayudando a los Raiders a estar también ubicados entre los mejores equipos de la NFL
Al final de la temporada  de 1979, una votación entre el cuerpo de entrenadores de los Raiders mostró que todos ellos opinaban que debían deshacerse de Hendricks al final de la temporada. Sin embargo,  Al Davis insistió en retenerlo en la organización, y resultó estar en lo cierto. Hendricks respondió tal vez con su mejor temporada en toda su carrera como profesional. Hizo 76 tackleadas con 8-1/2 sacks (la cantidad más alta en su carrera), 3 interceptiones (llegando a un total de 26) mientras desviaba 16 pases y bloqueaba 3 patadas. La defensiva terminó como la 5ª mejor en contra de la carrera en la NFL, la número 1 en pases interceptados, la 3ª en sacks, la 11.ª en defensiva total y la 10.ª en puntos recibidos. Hendricks ayudó a los Raiders a ganar el Super Bowl XV.
En 1981 la ofensiva bajó en su producción pero la defensiva y Hendricks jugaron muy bien. 
En la temporada de 1982 (acortada por una huelga de jugadores), Hendricks de nuevo llegó al All-Pro. Los Raiders terminaron con marca de 8-1 pero perdieron en postemporada en contra de los New York Jets. 
La defensiva Raider era igual de poderosa en 1983, la última temporada de Hendricks, en la cual jugó menos pero aun así llegó a su octavo Pro Bowl. Fue parte del equipo campeón Raider que ganó el Super Bowl XVIII. Al final de la temporada de 1983 decidió retirarse.

## Logros en la NFL
Hendricks fue miembro de cuatro equipos ganadores de Super Bowl (tres con los Raiders y uno con los Colts) y llegó al Pro Bowl en ocho ocasiones, al menos en una vez en cada uno de sus tres equipos en la NFL. 
El aparentemente indestructible Hendricks jugó en 215 partidos consecutivos de temporada regular. Participó en ocho Pro Bowl, siete campeonatos de la AFC y cuatro Super Bowls (el V con los Colts, el XI, el XV y el XVIII con los Raiders). Hendricks fue seleccionado al All-Pro como un Colt en 1971, como un Packer en 1974, y como un Raider en 1980 y 1982. 
Hendricks fue elegido al Salón de la Fama del Fútbol Americano Profesional en 1990, su segundo año de elegibilidad.  En 1999, fue ubicado en el lugar 64 en la lista de The Sporting News de los 100 mejores jugadores de fútbol americano.